# Терновой (Милютинский район)
Терновой — хутор в Милютинском районе Ростовской области.
Входит в состав Милютинского сельского поселения.

## География
Через хутор протекает река Гнилая.

### Улицы
| - ул. Большая Терновская, - ул. Васильковая, - ул. Городская, - ул. Зоологическая, - ул. Линейная, | - ул. Малая Терновская, - ул. Пшеничная, - ул. Пятихатка, - ул. Рудная, - ул. Свистуновка, | - ул. Столичная, - ул. Чехова, - пер. Крапивный, - пер. Нулевой, - пер. Тенистый. |

## Население
| 2010 |
| ---- |
| 220  |

## Достопримечательности
Территория Ростовской области была заселена ещё в эпоху неолита. Люди, живущие на древних стоянках и поселениях у рек, занимались в основном собирательством и рыболовством. Степь для скотоводов всех времён была бескрайним пастбищем для домашнего рогатого скота. От тех времен осталось множество курганов с захоронениями жителей этих мест. Курганы и курганные группы находятся на государственной охране.
Поблизости от территории хутора Тернового Милютинского района расположено несколько достопримечательностей — памятников археологии. Они охраняются в соответствии с Федеральным законом от 25.06.2002 N 73-ФЗ «Об объектах культурного наследия (памятниках истории и культуры) народов Российской Федерации», Областным законом от 22.10.2004 N 178-ЗС «Об объектах культурного наследия (памятниках истории и культуры) в Ростовской области», Постановлением Главы администрации РО от 21.02.97 N 51 о принятии на государственную охрану памятников истории и культуры Ростовской области и мерах по их охране и др.
- Курганная группа «Терновой I» из двух 2 курганов. Находится на расстоянии около 1,0 км к югу от хутора Тернового.
- Курган «Терновой II». Находится на расстоянии около 1,0 км к юго-востоку от хутора Тернового.
- Курганная группа «Терновой III» (5 курганов). Находится на расстоянии около 1,0 км к северу от хутора Тернового.
- Курганная группа «Терновой IV» (3 кургана). Находится на расстоянии около 0,5 км к северу от хутора Тернового.
- Курган «Терновой V». Находится на расстоянии около 3,0 км к северо-западу от хутора Тернового.
- Курган «Терновой VI». Находится на расстоянии около 2,0 км к северу от хутора Тернового[3].